# 대한민국 제12대 국회 전반기 의장단 선거
제12대 국회 전반기 의장단 선거는 1985년 5월 13일 실시되었다.
선거 결과 6선의 이재형 민주정의당 의원이 국회의장에, 4선의 최영철 민주정의당 의원과 4선의 김녹영 신한민주당 의원이 국회부의장에 선출되었다.

## 선거 제도
국회의 의장 및 부의장은 국회의원들의 무기명 투표로 선출하되 만약 1차 투표 결과 재적 의원의 과반을 득표한 자가 없으면 2차 투표를 실시하고, 2차 투표에서도 과반 득표자가 나오지 않을 시 최고득표자와 차점자에 대하여 3차 결선 투표를 실시하되 이 경우 단순 다수 득표자를 당선자로 하도록 되어있었다.

## 배경
개원 당시 정당별 의석 수는 민주정의당 148석, 신한민주당 103석, 한국국민당 20석, 민주한국당 3석, 무소속 2석 등이었다. 따라서 여당이자 원내 제1당인 민주정의당이 국회의장과 국회부의장 1석을 차지하게 되었으며, 야당 몫 국회부의장직은 제1야당인 신한민주당이 차지하게 되었다.

## 후보

### 국회의장 후보

#### 민주정의당
전두환 민주정의당 총재는 3월 25일 이재형 의원을 국회의장 후보로 하는 국회의장단·상임위원장단 인선안을 재가하였다. 3월 26일 이를 발표한 심명보 대변인은 이재형 의원은 제헌 의원을 지낸 정계 원로라는 점을 고려해 선택했다고 설명하였다. 유임 가능성이 점쳐지던 현직의 채문식 의장은 대신 당 상임고문에 추대되었다.

### 국회부의장 후보

#### 민주정의당
전두환 민주정의당 총재는 3월 25일 최영철 의원을 국회부의장 후보로 하는 국회의장단·상임위원장단 인선안을 재가하였다. 3월 26일 이를 발표한 심명보 대변인은 최영철 의원은 풍부한 의정 경험을 갖춘데다 호남 출신이라 지역 안배를 이룰 수 있다는 점을 보아 발탁했다고 설명하였다.

#### 신한민주당
신한민주당의 국회부의장 후보로는 동교동계와 상도동계가 창당 때부터 이미 합의한 대로 동교동계의 김녹영 부총재가 지명될 것이 확실시되고 있었으나, 김녹영 부총재의 건강이 악화되면서 당내에서 후보를 교체해야 한다는 주장이 나오기 시작하였다. 결국 원래 합의대로 김녹영 의원을 지명해야 한다는 측과 김재광, 신도환, 김수한, 송원영, 박한상 등 다른 의원들을 내보내려는 측이 팽팽히 대립, 신한민주당은 당초 예정된 3월 말을 훌쩍 넘기도록 국회부의장 후보를 확정 발표하지 못하게 되었다. 긴 논의 끝에 이민우 총재는 5월 13일 아침 당 확대간부회의를 열고 김녹영 부총재를 국회부의장 후보로 지명·발표하였다.

## 선거

### 국회의장 선거
전국구의 이재형 민주정의당 의원이 당선되었다.
| 후보   | 소속       | 득표 | %    | 비고 |
| ------ | ---------- | ---- | ---- | ---- |
| 이재형 | 민주정의당 | 230  | 83.3 | 당선 |
| 이만섭 | 한국국민당 | 5    | 1.8  |      |
| 김재광 | 신한민주당 | 1    | 0.4  |      |
| 신도환 | 신한민주당 | 1    | 0.4  |      |
| 이민우 | 신한민주당 | 1    | 0.4  |      |
| 이철   | 신한민주당 | 1    | 0.4  |      |
| 기권   | 기권       | 22   | 8.0  |      |
| 무효   | 무효       | 11   | 4.0  |      |
| 결석   | 결석       | 4    | 1.4  |      |
| 재적   | 재적       | 276  | 100  |      |

투표가 끝난 직후 명패함과 투표함을 개함한 결과 명패 수는 271매, 투표 수는 272매가 나와 1매의 차이가 있었다. 국회법에 따르면 이럴 경우 재투표를 실시해야 했으나, 만약 그 차이가 선거 결과에 영향을 주지 않을 경우 재투표를 하지 않아도 되었다. 따라서 이재형 의장 직무 대행은 일단 개표를 진행하되 1위 후보의 득표수 중 1표를 빼 무효표로 처리하고, 그래도 1위 후보의 득표수가 재적의원 과반이 될 경우는 재투표를 실시하지 않기로 할 것을 제안하였다. 의원들이 이를 받아들여 개표가 시작되었으며, 그 결과 1위 득표자인 이재형 의원이 231표를 받아 1표를 빼도 당락에 영향이 없어 재투표 없이 이재형 의원의 당선이 선포되었다.

### 민주정의당 몫 국회부의장 선거
전라남도 목포시·무안군·신안군 지역구의 최영철 민주정의당 의원이 당선되었다.
| 후보   | 소속       | 득표 | %    | 비고 |
| ------ | ---------- | ---- | ---- | ---- |
| 최영철 | 민주정의당 | 232  | 84.1 | 당선 |
| 김녹영 | 신한민주당 | 4    | 1.4  |      |
| 류치송 | 민주한국당 | 2    | 0.7  |      |
| 유성환 | 신한민주당 | 2    | 0.7  |      |
| 권정달 | 민주정의당 | 1    | 0.4  |      |
| 김정수 | 신한민주당 | 1    | 0.4  |      |
| 나석호 | 민주정의당 | 1    | 0.4  |      |
| 노태우 | 민주정의당 | 1    | 0.4  |      |
| 박관용 | 신한민주당 | 1    | 0.4  |      |
| 박한상 | 신한민주당 | 1    | 0.4  |      |
| 송천영 | 신한민주당 | 1    | 0.4  |      |
| 윤길중 | 민주정의당 | 1    | 0.4  |      |
| 기권   | 기권       | 20   | 7.2  |      |
| 무효   | 무효       | 5    | 1.8  |      |
| 결석   | 결석       | 3    | 1.1  |      |
| 재적   | 재적       | 276  | 100  |      |

### 신한민주당 몫 국회부의장 선거
전라남도 광주시 서구 지역구의 김녹영 신한민주당 의원이 당선되었다.
| 후보   | 소속       | 득표 | %    | 비고 |
| ------ | ---------- | ---- | ---- | ---- |
| 김녹영 | 신한민주당 | 235  | 85.1 | 당선 |
| 이민우 | 신한민주당 | 3    | 1.1  |      |
| 고재청 | 신한민주당 | 2    | 0.7  |      |
| 김광수 | 한국국민당 | 2    | 0.7  |      |
| 김수한 | 신한민주당 | 2    | 0.7  |      |
| 이만섭 | 한국국민당 | 2    | 0.7  |      |
| 이용택 | 무소속     | 2    | 0.7  |      |
| 김재광 | 신한민주당 | 1    | 0.4  |      |
| 박용만 | 신한민주당 | 1    | 0.4  |      |
| 박해충 | 신한민주당 | 1    | 0.4  |      |
| 신도환 | 신한민주당 | 1    | 0.4  |      |
| 이철승 | 신한민주당 | 1    | 0.4  |      |
| 정재철 | 민주정의당 | 1    | 0.4  |      |
| 기권   | 기권       | 10   | 3.6  |      |
| 무효   | 무효       | 8    | 2.9  |      |
| 결석   | 결석       | 4    | 1.4  |      |
| 재적   | 재적       | 276  | 100  |      |